# Villanueva (ort i Colombia, Bolívar, lat 10,44, long -75,27)
Villanueva är en ort i Colombia.   Den ligger i departementet Bolívar, i den norra delen av landet, 700 km norr om huvudstaden Bogotá. Villanueva ligger 102 meter över havet och antalet invånare är 12 791.
Terrängen runt Villanueva är platt åt sydväst, men åt nordost är den kuperad. Runt Villanueva är det ganska tätbefolkat, med 86 invånare per kvadratkilometer. Närmaste större samhälle är Turbaco, 19,7 km sydväst om Villanueva. Omgivningarna runt Villanueva är huvudsakligen savann.